# Bayern (lớp thiết giáp hạm)
Lớp thiết giáp hạm Bayern là một lớp bao gồm bốn thiết giáp hạm "siêu-dreadnought" được Hải quân Đế quốc Đức chế tạo trong Chiến tranh Thế giới thứ nhất. Lớp này bao gồm các chiếc Bayern, Baden, Sachsen và Württemberg. Công việc chế tạo các con tàu được bắt đầu ngay trước chiến tranh; Baden được đặt lườn vào năm 1913, Bayern và Sachsen tiếp nối vào năm 1914, còn chiếc cuối cùng trong lớp Württemberg được đặt lườn vào năm 1915. Chỉ có Baden và Bayern được hoàn tất; do sự ưu tiên trong việc đóng tàu thay đổi khi chiến tranh tiếp diễn, người ta nhận ra tàu ngầm U-boat có giá trị hơn cho các nỗ lực trong chiến tranh, nên việc chế tạo các thiết giáp hạm mới bị chậm lại và cuối cùng bị ngừng lại hẳn. Kết quả là, Bayern và Baden là những thiết giáp hạm Đức cuối cùng được Hải quân Đế quốc Đức hoàn tất.
Bayern và Baden được đưa ra hoạt động cùng hạm đội vào tháng 7 năm 1916 và tháng 3 năm 1917; tuy nhiên đã quá trễ để cả hai có thể tham gia vào Jutland, một trận hải chiến lớn nhất của Thế Chiến I vào ngày 31 tháng 5-1 tháng 6 năm 1916. Bayern được điều về một lực lượng hải quân để đẩy lui Hải quân Đế quốc Nga ra khỏi vịnh Riga trong Chiến dịch Albion vào tháng 10 năm 1917, trong lần này con tàu đã bị hư hại nặng bởi một quả thủy lôi và phải rút lui về Kiel để sửa chữa. Baden thay thế cho thiết giáp hạm Friedrich der Grosse trong vai trò soái hạm của Hạm đội Biển khơi Đức, nhưng không tham gia hoạt động tác chiến nào. Cả hai sau đó đều bị lưu giữ tại căn cứ hải quân của Anh ở Scapa Flow theo thỏa thuận Đình chiến vào tháng 11 năm 1918. Chuẩn Đô đốc Ludwig von Reuter, tư lệnh của Hạm đội Đức bị lưu giữ, đã ra lệnh đánh đắm các con tàu dưới quyền vào ngày 21 tháng 6 năm 1919. Bayern bị đánh đắm thành công, còn Baden được các binh sĩ Anh canh gác làm mắc cạn tại vùng nước nông để tránh bị chìm; năm 1921, con tàu được sử dụng như một mục tiêu thử nghiệm tác xạ. Vì vẫn đang còn trong những giai đoạn của quá trình chế tạo, nên khi chiến tranh kết thúc, Sachsen và Württemberg bị tháo dỡ thành sắt vụn.

## Thiết kế

### Bối cảnh
Những chiếc trong lớp Bayern là kết quả của Tu chính thứ tư cho Luật Hải quân Đức được thông qua vào năm 1912. Đô đốc Alfred von Tirpitz sử dụng sự phản đối của công luận trước việc Anh Quốc can dự vào vụ khủng hoảng Agadir năm 1911 để gây áp lực lên Quốc hội Đức nhằm cung cấp thêm đủ ngân sách hoạt động cho Hải quân. Luật Hải quân thứ tư cung cấp kinh phí cho việc đóng mới ba thiết giáp hạm dreadnought, hai tàu tuần dương hạng nhẹ cùng việc tăng thêm biên chế 15.000 sĩ quan và thủy thủ cho Hải quân vào năm 1912. Các tàu chiến chủ lực được đặt lườn vào năm 1912 là các tàu chiến-tuần dương thuộc lớp Derfflinger; ngân sách dành cho Bayern và Baden được cung cấp vào năm tiếp theo. Ngân sách dành cho Sachsen được dự trù trong tài khóa 1914, trong khi Württemberg được cung cấp trong Dự thảo ngân sách Chiến tranh. Chiếc thiết giáp hạm tiền-dreadnought sau cùng thuộc lớp Brandenburg Wörth được thay thế, cũng như các thiết giáp hạm cũ thuộc lớp Kaiser Friedrich III Kaiser Wilhelm II và Kaiser Friedrich III. Baden được đặt hàng dưới cái tên tạm thời Ersatz Wörth, trong khi Württemberg như là chiếc Ersatz Kaiser Wilhelm II và Sachsen như là chiếc Ersatz Kaiser Friedrich III; Bayern được xem là một sự bổ sung mới cho hạm đội, nên được đặt hàng dưới cái tên tạm thời "T".
Thiết kế của các con tàu được vạch ra từ năm 1910 đến năm 1912. Người ta cũng cân nhắc đến việc trang bị cho lớp tàu mới các tháp pháo ba nòng gắn ba khẩu pháo 30,5 cm (12,0 in) như kiểu trang bị cho lớp thiết giáp hạm König trước đó, nhưng sau khi khảo sát các tháp pháo trên những chiếc dreadnought lớp Tegetthoff của Hải quân Áo-Hung, người ta xác định các tháp pháo ba nòng vẫn còn có nhiều vấn đề. Những khiếm khuyết của nó bao gồm sự gia tăng trọng lượng, giảm số lượng đạn pháo cung cấp và giảm tốc độ bắn, cũng như mất khả năng chiến đấu chỉ với một nòng pháo bị hư hại. Vì vậy người ta quyết định trang bị các tàu chiến mới tám khẩu pháo 38 cm thay vì mười hai khẩu 30,5 cm.

### Các đặc tính chung
Bayern và Baden có chiều dài 179,4 m (589 ft) ở mực nước và chiều dài chung là 180 m (590 ft); Sachsen và Württemberg dài hơn đôi chút với 181,8 m (596 ft) ở mực nước và chiều dài chung là 182,4 m (598 ft). Cả bốn con tàu đều có mạn thuyền rộng 30 m (98 ft) và độ sâu của mớn nước 9,3–9,4 m (31–31 ft). Bayern và Baden được thiết kế với trọng lượng choán nước thông thường là 28.530 t (28.080 tấn Anh), nhưng tải trọng tối đa trong chiến đấu lên đến 32.200 t (31.700 tấn Anh); Sachsen và Württemberg nặng hơn đôi chút, với các trọng lượng 28.800 t (28.300 tấn Anh) và 32.500 t (32.000 tấn Anh) tương ứng. Lườn các con tàu được cấu trúc từ những khung thép ngang và dọc, trên đó các tấm thép thân tàu được ghép lên bằng đinh tán. Lườn tàu có tất cả 17 ngăn kín nước, lớp đáy kép chiếm 88% chiều dài lườn tàu.
Bayern và Baden được nội bộ Hải quân Đức đánh giá là những con tàu đi biển tốt, ổn định và rất dễ xoay trở. Chúng chịu đựng sự mất tốc độ đôi chút khi biển động, và khi bẻ bánh lái gắt, các con tàu mất cho đến 62% tốc độ và nghiêng trên 7°. Với chiều cao khuynh tâm lên đến 2,53 m (8,3 ft), lớn hơn so với các đối thủ Anh Quốc đương thời, Bayern cùng với tàu chị em được xem là những bệ pháo vững vàng đối với vùng biển giới hạn của Bắc Hải.
Những chiếc trong lớp Bayern có một thủy thủ đoàn tiêu chuẩn bao gồm 42 sĩ quan và 1.129 thủy thủ; khi phục vụ trong vai trò soái hạm của hải đội, chúng cần thêm 14 sĩ quan và 86 thủy thủ bổ sung. Các con tàu mang theo nhiều xuồng nhỏ, bao gồm một xuồng gác, ba xuồng chỉ huy, hai xuồng đổ bộ, hai xuồng yawl và hai xuồng nhỏ.

### Động lực
Bayern và Baden được trang bị 11 nồi hơi Schulz-Thornycroft đốt than và ba nồi hơi Schulz-Thornycroft đốt dầu. Ba bộ turbine hơi nước dẫn động ba chân vịt ba cánh có đường kính 3,87 mét (12,7 ft). Hệ thống động lực của Bayern và Baden được thiết kế để tạo ra công suất 35.000 mã lực càng (26.000 kW) ở tốc độ vòng quay 265 vòng/phút; nhưng khi chạy thử máy, các con tàu đạt đến 55.967 shp (41.735 kW) và 56.275 shp (41.964 kW) tương ứng. Cả hai có thể đạt được tốc độ tối đa 22 hải lý trên giờ (41 km/h; 25 mph). Thoạt tiên chúng dự định mang theo 900 t (890 tấn Anh) than và 200 t (200 tấn Anh) dầu, nhưng sau đó chỗ trống dành chứa nhiên liệu được tăng lên to 3.400 t (3.300 tấn Anh) than và 620 t (610 tấn Anh) dầu, cho phép có được tầm xa hoạt động 5.000 hải lý (9.300 km; 5.800 mi) ở tốc độ đi đường trường 12 kn (22 km/h; 14 mph). Ở tốc độ 15 kn (28 km/h; 17 mph), tầm hoạt động giảm còn 4.485 nmi (8.306 km; 5.161 mi), 3.740 nmi (6.930 km; 4.300 mi) ở tốc độ 17 kn (31 km/h; 20 mph), và nếu di chuyển nhanh ở tốc độ 21,5 kn (39,8 km/h; 24,7 mph), con tàu chỉ đi được 2.390 nmi (4.430 km; 2.750 mi). Các con tàu mang theo tám máy phát điện diesel, cung cấp tổng công suất điện 2.400 kilowatt ở điện thế 220 volt.
Sachsen và Württemberg được dự định có tốc độ nhanh hơn một knot so với hai chiếc tàu dẫn trước. Württemberg có một hệ thống động lực mạnh hơn, cung cấp công suất 48.000 shp (36.000 kW), cho một tốc độ thiết kế là 22 kn (41 km/h; 25 mph). Trên chiếc Sachsen, một động cơ diesel MAN công suất 12.000 ihp được bố trí trên trục giữa, trong khi các turbine hơi nước dẫn động các trục hai bên mạn; hệ thống động lực phối hợp cung cấp một tổng công suất 42.000 shp (31.000 kW), cho một tốc độ thiết kế là 22,5 kn (41,7 km/h; 25,9 mph).

### Vũ khí

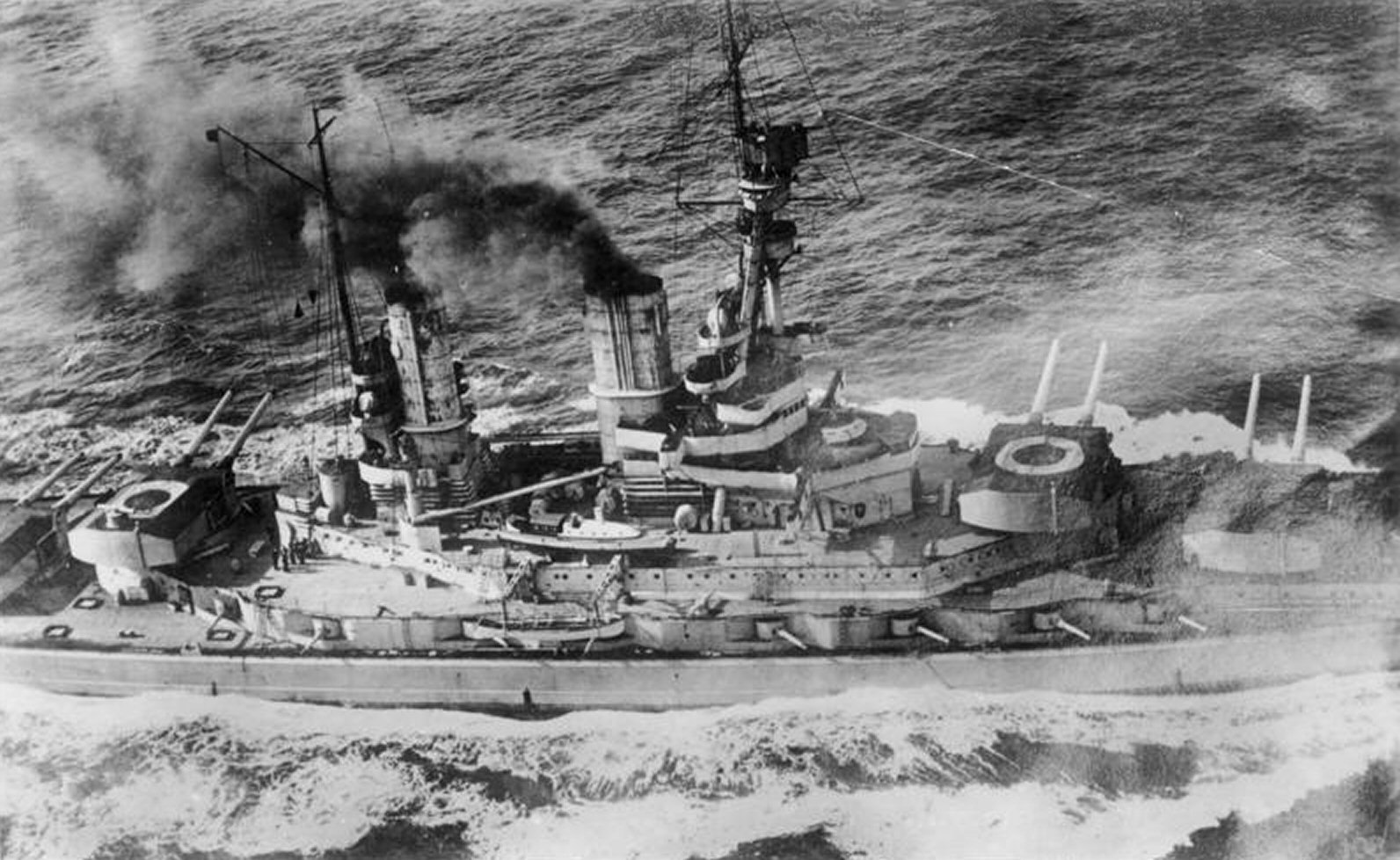
Thiết giáp hạm Baden với dàn pháo chính xoay sang mạn trái

Lớp thiết giáp hạm Bayern được trang bị dàn pháo chính bao gồm tám khẩu pháo SK 38 cm (15 in) L/45 trên bốn tháp pháo Drh LC/1913 nòng đôi. Kiểu tháp pháo này có thể xoay 150° sang cả hai hướng so với trục giữa, và các nòng pháo có thể hạ cho đến góc −8°. Do người Đức cho rằng các điều kiện tại Bắc Hải sẽ đưa đến các cuộc giao chiến ở tầm gần, các khẩu pháo thoạt tiên chỉ có thể nâng lên đến góc 16°, cho phép một tầm bắn tối đa 20.400 m (22.300 yd). Các bệ pháo sau này được cải biến cho phép nâng lên đến góc 20°, gia tăng tầm bắn tối đa lên 23.200 m (25.400 yd).
Dàn pháo chính được cung cấp tổng cộng 720 quả đạn pháo, tức 90 quả cho mỗi khẩu. Chúng có tốc độ bắn khoảng 2,5 phát mỗi phút. Các thử nghiệm sau chiến tranh được Hải quân Hoàng gia Anh tiến hành trên chiếc Baden cho thấy chúng sẵn sàng để bắn trở lại chỉ 23 giây sau khi khai hỏa, nhanh hơn đáng kể so với các vũ khí Anh đương thời trang bị trên lớp thiết giáp hạm Queen Elizabeth, vốn mất đến 36 giây giữa hai loạt đạn pháo. Tuy nhiên, loại vũ khí này kém chính xác hơn so với thế hệ pháo Đức trước đó, và bắn ra một đầu đạn pháo nhẹ hơn so với các đối thủ Anh đương thời. Đạn pháo xuyên thép (AP) của Đức nặng 750 kg (1.650 lb) và được đẩy đi bởi liều thuốc phóng RPC/12 nặng 277 kg (611 lb) chứa trong vỏ bằng đồng. Kiểu đạn pháo này có lưu tốc đầu đạn 800 m/s (2.625 ft/s). Mỗi nòng pháo được dự định sẽ bắn 300 quả đạn trước khi cần được thay thế. Các khẩu pháo được chế tạo nhằm dự định trang bị cho Sachsen và Württemberg sau này được sử dụng làm pháo phòng thủ duyên hải tại lãnh thổ Pháp và Bỉ bị chiếm đóng; chúng được đặt tên là Langer Max.
Các con tàu cũng được trang bị dàn pháo hạng hai bao gồm mười sáu khẩu SK 15 cm (5,9 in) L/45 bắn nhanh đặt trên các tháp pháo ụ MPL C/13 nòng đơn hai bên mạn sàn tàu trên. Các khẩu pháo này được dự định để phòng thủ chống lại tàu phóng lôi đối phương, và được cung cấp tổng cộng 2.240 quả đạn pháo. Chúng có thể đối đầu với mục tiêu ở tầm xa 13.500 m (14.800 yd), và sau khi được cải biến vào năm 1915, tầm xa được tăng lên 16.800 m (18.400 yd). Kiểu vũ khí này duy trì được tốc độ bắn 5 đến 7 phát mỗi phút; đầu đạn pháo nặng 45,3 kg (100 lb) và được nạp liều thuốc phóng RPC/12 nặng 13,7 kg (30 lb) chứa trong vỏ bằng đồng. Lưu tốc đầu đạn của loại đạn pháo này là 835 m/s (2.740 ft/s); nòng pháo được dự định sẽ bắn 1.400 quả đạn trước khi cần được thay thế.
Bayern và Baden còn được trang bị một cặp pháo 8,8 cm (3,5 in) L/45 phòng không, vốn được cung cấp 800 quả đạn pháo. Các khẩu này được đặt trên các bệ nòng đơn, cho phép hạ thấp đến −10° và nâng lên đến 70°. Kiểu vũ khí này bắn ra đầu đạn pháo nặng 9 kg (20 lb), và có trần bắn hiệu quả 9.150 m (30.020 ft) ở góc nâng 70°.
Theo thông lệ của các tàu chiến chủ lực vào thời đó, lớp Bayern được trang bị năm ống phóng ngư lôi ngầm 60 cm (24 in), gồm một ống trước mũi và hai ống mỗi bên mạn tàu. Có tổng cộng 20 quả ngư lôi được mang theo, thuộc Kiểu H8, dài 8 mét (26 ft 3 in) và mang theo đầu đạn chứa 210 kg (460 lb) thuốc nổ Hexanite. Kiểu ngư lôi này có tầm hoạt động 6.000 m (6.600 yd) khi cài đặt ở tốc độ 36 kn (67 km/h), và khi giảm tốc độ xuống còn 30 kn (56 km/h), tầm hoạt động được gia tăng đáng kể lên đến 14.000 m (15.000 yd). Tuy nhiên, cả Bayern lẫn Baden đều bị trúng thủy lôi vào năm 1917, những hư hại phải chịu đựng cho thấy sự yếu kém về cấu trúc lườn tàu do trang bị ống phóng ngư lôi ngầm dưới mặt nước, nên cả hai đều được tháo bỏ các ống phóng bên mạn sau đó.

### Vỏ giáp

Sơ đồ vỏ giáp bảo vệ của lớp Bayern

Những chiếc trong lớp Bayern được bảo vệ bằng giáp thép Krupp, như là tiêu chuẩn dành cho mọi tàu chiến Đức đương thời. Đai giáp dày 350 mm (14 in) tại vùng thành trì trung tâm, nơi những thành phần thiết yếu nhất của con tàu được bố trí, bao gồm hầm đạn và các khoang động cơ. Độ dày của đai giáp mỏng dần ở những nơi ít quan trọng, còn 200 mm (7,9 in) phía mũi và 170 mm (6,7 in) phía đuôi tàu; bản thân mũi và đuôi tàu hoàn toàn không được vỏ giáp bảo vệ. Một vách ngăn chống ngư lôi dày 50 mm (2,0 in) chạy dọc suốt chiều dài lườn tàu, được đặt cách nhiều mét phía sau đai giáp chính. Sàn bọc thép chính có chiều dày đến 60 mm (2,4 in) ở hầu hết các nơi, được tăng lên 100 mm (3,9 in) tại các khu vực trọng yếu của con tàu.
Tháp chỉ huy phía trước được bảo vệ bằng lớp giáp mạnh; có các mặt hông dày 400 mm (16 in) và nóc dày 170 mm (6,7 in); tháp chỉ huy phía sau được bảo vệ kém hơn đáng kể, với các mặt hông dày 170 mm (6,7 in) và nóc dày 80 mm (3,1 in). Dàn pháo chính cũng được bảo vệ bằng lớp giáp mạnh: dày 350 mm (14 in) ở mặt bên và 200 mm (7,9 in) trên nóc. Các khẩu pháo 15 cm được bảo vệ bởi lớp giáp 170 mm (6,7 in) cho bệ và 80 mm (3,1 in) cho các tấm khiên chắn bảo vệ pháo thủ khỏi mảnh đạn.

## Chế tạo
Lớp Bayern được dự định sẽ bao gồm bốn chiếc. Bayern được chế tạo tại xưởng tàu Howaldtswerke ở Kiel dưới số hiệu chế tạo 590; nó được đặt lườn vào năm 1913, được hạ thủy vào ngày 18 tháng 2 năm 1915 và hoàn tất vào ngày 15 tháng 7 năm 1916. Baden được chế tạo tại xưởng tàu Schichau ở Danzig dưới số hiệu chế tạo 913. Con tàu được hạ thủy vào ngày 30 tháng 10 năm 1915 và đưa ra hoạt động cùng hạm đội vào ngày 14 tháng 3 năm 1917. Sachsen được đặt lườn tại xưởng tàu Germaniawerft ở Kiel dưới số hiệu chế tạo 210; nó được hạ thủy vào ngày 21 tháng 11 năm 1916, nhưng không được hoàn tất. Sachsen phải mất thêm 9 tháng nữa để hoàn thành. Württemberg được chế tạo tại xưởng tàu AG Vulcan ở Hamburg dưới số hiệu chế tạo 19; nó được hạ thủy vào ngày 20 tháng 6 năm 1917 nhưng cũng không hoàn thành. Vào lúc bị hủy bỏ, con tàu còn phải mất thêm khoảng 12 tháng nữa để hoàn tất.

## Lịch sử hoạt động

### Bắn phá Sunderland
Trong đợt xuất quân của hạm đội vào ngày 18-19 tháng 8 năm 1916, Đội Tuần tiễu 1, vốn là lực lượng tàu chiến-tuần dương trinh sát của Hạm đội Biển khơi dưới quyền chỉ huy của Đô đốc Franz von Hipper, có nhiệm vụ bắn phá thị trấn ven biển Sunderland nhằm thu hút và tiêu diệt các tàu chiến-tuần dương Anh dưới quyền Đô đốc David Beatty. Do chỉ còn hai tàu chiến-tuần dương có khả năng tác chiến là Moltke và Von der Tann sau trận Jutland, Đội Tuần tiễu 1 được tăng cường thêm ba thiết giáp hạm gồm Bayern cùng hai chiếc thuộc lớp König,Grosser Kurfürst và,Markgraf. Đô đốcReinhard Scheer cùng phần còn lại của Hạm đội Biển khơi với 15 thiết giáp hạm sẽ theo sau để bảo vệ. Phía Anh đã biết được kế hoạch của Đức và đã cho toàn bộ Hạm đội Grand xuất trận để đối đầu. Đến 14 giờ 35 phút, Scheer được cảnh báo về sự xuất hiện của lực lượng đối phương áp đảo, và vì không muốn đối đầu với toàn bộ Hạm đội Grand chỉ mười một tuần sau khi trận Jutland kết thúc, nên đã quay mũi lực lượng của mình rút lui trở về các cảng Đức.

### Chiến dịch Albion
Vào đầu tháng 9 năm 1917, sau khi Đức chiếm được cảng Riga của Nga, Hải quân Đức quyết định xóa sổ lực lượng Hải quân Nga vốn còn đang trụ lại vịnh Riga. Nhằm mục đích này, Bộ Tổng Tư lệnh Hải quân (Admiralstab) vạch ra một chiến dịch tại quần đảo Moonsund, đặc biệt nhắm vào các khẩu đội pháo Nga trên bán đảo Sworbe thuộc Ösel. Ngày 18 tháng 9, mệnh lệnh được đưa ra cho một chiến dịch phối hợp Lục-Hải quân nhằm chiếm các đảo Ösel và Moon; lực lượng hải quân chủ yếu bao gồm soái hạm Moltke cùng với Hải đội Chiến trận 3 của Hạm đội Biển khơi, gồm có thiết giáp hạm mới Bayern vào lúc này được bổ sung vào Đội 5 vốn còn bao gồm bốn chiếc lớp König, và Đội 6 bao gồm năm chiếc lớp Kaiser. Cùng với chín tàu tuần dương hạng nhẹ, ba chi hạm đội tàu phóng ngư lôi cùng nhiều tàu rải mìn và tàu quét mìn, toàn bộ lực lượng bao gồm khoảng 300 tàu chiến, được sự hỗ trợ của trên 100 máy bay và sáu khí cầu zeppelin. Lực lượng tấn công gồm khoảng 24.600 sĩ quan và binh sĩ. Đối đầu với lực lượng Đức là các thiết giáp hạm tiền-dreadnought cũ của Nga Slava và Tsarevitch, các tàu tuần dương bọc thép Bayan, Admiral Makarov và Diana, 26 tàu khu trục, nhiều tàu phóng lôi và pháo hạm, cùng một lực lượng đồn trú tại Ösel với khoảng 14.000 người cùng các khẩu đội pháo phòng thủ duyên hải.
Chiến dịch bắt đầu vào ngày 12 tháng 10, khi Moltke, Bayern cùng bốn thiết giáp hạm lớp König bảo vệ cho việc đổ bộ lực lượng bằng cách áp chế các khẩu đội pháo bờ biển đang bảo vệ vịnh Tagga. Cùng lúc đó, những chiếc thuộc lớp Kaiser đối đầu với các khẩu đội trên bán đảo Sworbe; mục tiêu là nhằm bình định eo biển giữa các đảo Moon và Dagö, án ngữ lối thoát duy nhất của các con tàu Nga trong vịnh. Cả Grosser Kurfürst lẫn Bayern đều bị trúng mìn trong lúc cơ động vào vị trí bắn phá, Grosser Kurfürst chỉ bị hư hại nhẹ; tuy nhiên Bayern bị hư hại đáng kể, công việc sửa chữa tạm thời cho nó không mang lại hiệu quả. Con tàu phải rút lui về Kiel để sửa chữa, chuyến quay trở về của nó đi mất 19 ngày.

### Cuộc xuất quân ngày 23-24 tháng 4 năm 1918

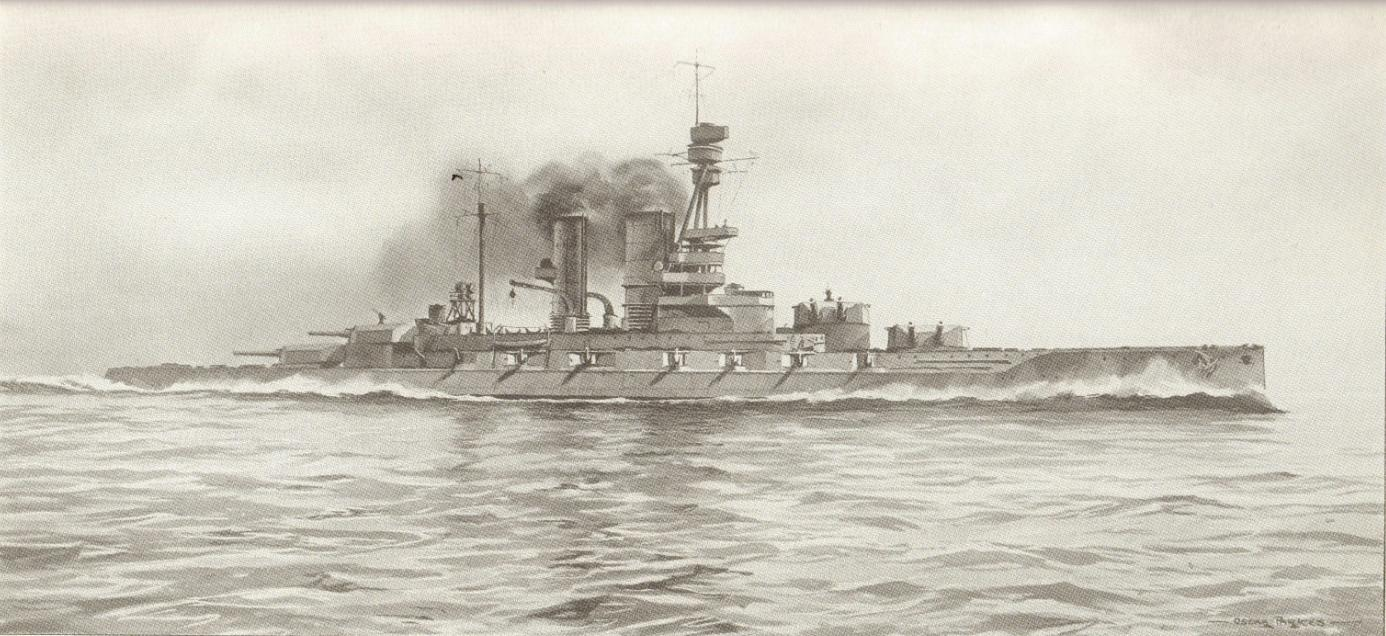
Baden trên đường đi

Vào cuối năm 1917, Hạm đội Biển khơi bắt đầu tiến hành các cuộc cướp phá đoàn tàu vận tải bằng những đơn vị hạng nhẹ tại Bắc Hải giữa Anh và Na Uy. Vào ngày 17 tháng 10, các tàu tuần dương hạng nhẹ Đức Brummer và Bremse đánh chặn một đoàn tàu vận tải gồm 12 chiếc được hai tàu khu trục hộ tống, và đã tiêu diệt chúng, chỉ có ba tàu vận tải tìm cách chạy thoát. Đến ngày 12 tháng 12, bốn tàu khu trục Đức đã đánh chặn và tiêu diệt một đoàn tàu vận tải khác gồm năm chiếc và hai tàu khu trục hộ tống. Các tổn thất này đã buộc Đô đốc David Beatty, Tổng tư lệnh Hạm đội Grand, phải cho tách ra nhiều thiết giáp hạm và tàu chiến-tuần dương để bảo vệ các đoàn tàu vận tải đi lại tại Bắc Hải. Điều này đã phơi bày ra cho Đô đốc Scheer cơ hội mà ông đã chờ đợi trong suốt cuộc chiến: một dịp để cô lập và tiêu diệt một phần Hạm đội Grand.
Lúc 05 giờ 00 ngày 23 tháng 4 năm 1918, toàn bộ Hạm đội Biển khơi, bao gồm Bayern và Baden, rời cảng với dự định đánh chặn một đoàn tàu vận tải được hộ tống mạnh nhất. Việc liên lạc vô tuyến được giữ ở mức tối thiểu nhằm tránh không cho phía Anh biết được về chiến dịch. Tuy nhiên, lúc 05 giờ 10 phút ngày 24 tháng 4, tàu chiến-tuần dương Moltke gặp trục trặc cơ khí nghiêm trọng và phải được kéo quay trở lại Wilhelmshaven. Đến 14 giờ 10 phút, vẫn không phát hiện thấy đoàn tàu vận tải, nên Scheer buộc phải cho quay mũi hạm đội quay trở về vùng biển nhà của Đức. Thực ra không có đoàn tàu vận tải nào khởi hành vào ngày 24 tháng 4, tình báo Hải quân Đức đã tính toán sai mất một ngày về chuyến đi này.

### Binh biến Wilhelmshaven
Bayern và Baden được dự định để tham gia hoạt động cuối cùng của hạm đội vào cuối tháng 10 năm 1918, nhiều ngày trước khi Hiệp định Đình chiến với Đức có hiệu lực. Reinhard Scheer, lúc này là Đại Đô đốc (Großadmiral) của Hạm đội và là Tham mưu trưởng Hải quân, dự định gây tổn thất cho Hải quân Anh càng nhiều càng tốt nhằm duy trì một vị thế mặc cả tốt cho việc thương lượng hòa bình của Đức bất chấp tổn thất có thể phải chịu đựng. Tuy nhiên, nhiều người trong số những thủy thủ cảm thấy chiến dịch này sẽ ngăn trở tiến trình hòa bình và kéo dài thời hạn chiến tranh. Scheer thông qua kế hoạch vào ngày 27 tháng 10 và dự định tiến hành chiến dịch vào ngày 30 tháng 10. Tuy nhiên, khi hạm đội được lệnh tập trung tại Wilhelmshaven vào ngày 29 tháng 10, những thủy thủ đã mệt mỏi vì chiến tranh bắt đầu vắng mặt hay công khai bất tuân mệnh lệnh. Thủy thủ trên những chiếc König, Kronprinz và Markgraf biểu thị thái độ một cách hòa bình, nhưng binh lính trên chiếc Thüringen là những người đầu tiên công khai nổi loạn, rồi sau đó có sự tham gia của Helgoland và Kaiserin. Đến chiều tối ngày 29 tháng 10, lá cờ đỏ biểu trưng cho cách mạng được treo trên cột ăn-ten của khoảng một tá tàu chiến trong cảng. Dù vậy, Đô đốc Hipper vẫn triệu tập một cuộc họp cuối cùng với các sĩ quan cao cấp của hạm đội trên chiếc Baden để bàn luận về chiến dịch. Đến sáng hôm sau, rõ ràng là vụ binh biến đã tiến triển nghiêm trọng đến mức không thể tiến hành chiến dịch. Trong một nỗ lực dập tắt cuộc nổi dậy, ông ra lệnh cho một hải đội khởi hành đi Kiel. Đến ngày 5 tháng 11, lá cờ đỏ được treo trên mọi con tàu trong cảng ngoại trừ König, cho dù nó cũng được chỉ huy bởi một ủy ban thủy thủ kể từ ngày 6 tháng 11.

### Số phận

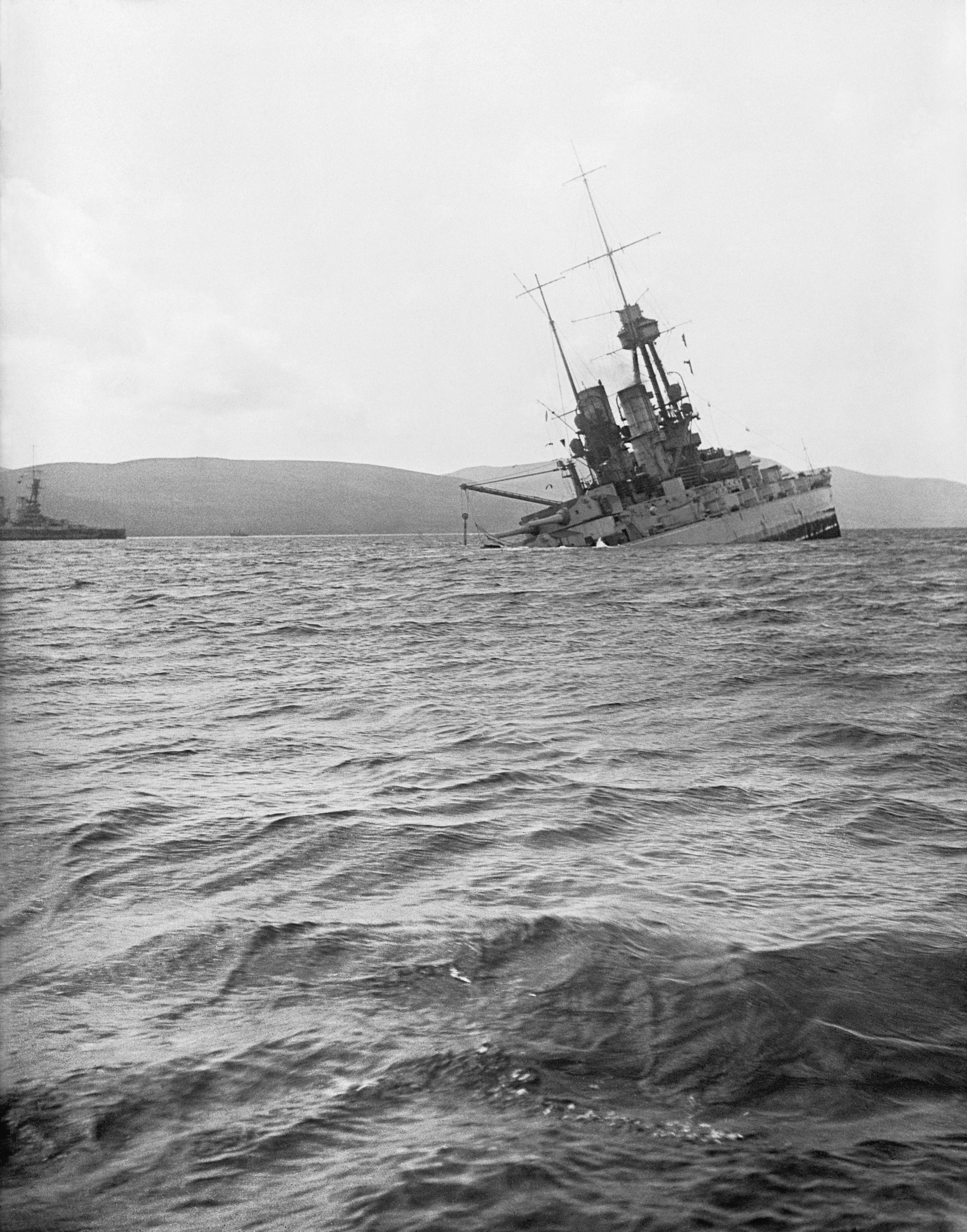
Bayern đang đắm với đuôi chìm trước tại Scapa Flow

Sau khi Đức đầu hàng vào tháng 11 năm 1918, hầu hết tàu chiến của Hạm đội Biển khơi bị lưu giữ tại căn cứ hải quân Anh tại Scapa Flow. Bayern nằm trong danh sách những con tàu phải được trao cho Đồng Minh quản lý, nhưng Baden thoạt tiên không có tên trong danh sách; thay vào đó người Anh yêu cầu giao tàu chiến-tuần dương Mackensen' mà họ tin là đã hoàn tất. Sau khi biết rõ là Mackensen vẫn còn đang được chế tạo, Baden được chọn để thay thế. Vào ngày 21 tháng 11 năm 1918, các con tàu sẽ bị lưu giữ, dưới quyền chỉ huy của Chuẩn Đô đốc Ludwig von Reuter, lên đường lần cuối cùng từ căn cứ của chúng, để gặp gỡ tàu tuần dương hạng nhẹ Anh Cardiff, vốn đã dẫn đầu các con tàu Đức đi đến điểm gặp gỡ hạm đội Đồng Minh, một lực lượng khổng lồ bao gồm 370 tàu chiến của Anh, Mỹ và Pháp, vốn sẽ hộ tống hạm đội Đức đến Scapa Flow. Baden đi đến nơi riêng lẻ vào ngày 14 tháng 12 năm 1918. Khi bị lưu giữ trong suốt thời gian diễn ra các cuộc đàm phán hòa bình, mà sau này cuối cùng sẽ dẫn đến Hiệp ước Versailles, các khẩu pháo của chúng bị bất hoạt bằng cách tháo bỏ khóa nòng, và con tàu được bảo trì bởi một thủy thủ đoàn tối thiểu gồm 200 sĩ quan và thủy thủ.
Một bản in của báo The Times cung cấp thông tin cho von Reuter rằng Thỏa thuận Ngừng bắn sẽ hết hiệu lực vào giữa trưa ngày 21 tháng 6 năm 1919, thời hạn cuối cùng mà Đức phải ký vào Hiệp định hòa bình. Đô đốc Von Reuter đưa đến kết luận người Anh sẽ tìm cách chiếm hữu các con tàu Đức sau khi Thỏa thuận Ngừng bắn hết hiệu lực. Không biết rằng thời hạn của thỏa thuận đã được triển hạn đến ngày 23 tháng 6, ông quyết định đánh đắm các con tàu của mình vào cơ hội thuận tiện đầu tiên có được. Sáng ngày 21 tháng 6, Hạm đội Anh rời Scapa Flow tiến hành thực tập huấn luyện; và đến 11 giờ 20 phút Reuter truyền mệnh lệnh này đến các con tàu của mình. Bayern chìm lúc 14 giờ 30 phút; nhưng Baden được các binh sĩ Anh canh gác cho mắc cạn tại vùng nước nông để tránh bị đắm, nó là chiếc tàu chiến chủ lực duy nhất không bị chìm. Sau khi được cho nổi trở lại và được khảo sát kỹ lưỡng, Baden được sử dụng như một tiêu thử nghiệm tác xạ, và cuối cùng bị đánh chìm vào ngày 16 tháng 8 năm 1921 về phía Tây Nam Portsmouth. Bayern cuối cùng được trục vớt để tháo dỡ vào ngày 1 tháng 9 năm 1934, việc tháo dỡ được tiến hành tại Rosyth.
Cả Sachsen lẫn Württemberg đều bị rút khỏi Hải quân Đức theo những điều khoản của Hiệp ước Versailles. Sachsen bị bán để tháo dỡ vào năm 1920 cho hãng tháo dỡ tàu tại Kiel Arsenalmole; trong khi Württemberg bị bán vào năm tiếp theo và bị tháo dỡ tại Hamburg.